# Major Jones
Major James Brooks Jones (nacido el 9 de julio de 1953 en McGehee, Arkansas) es un exjugador de baloncesto estadounidense que jugó seis temporadas en la NBA, además de hacerlo en la All-American Basketball Alliance, la WBA y la CBA. Con 2,05 metros de estatura, lo hacía en la posición de ala-pívot.

## Biografía
Jones creció en McGehee, Arkansas, siendo miembro de una familia muy alta. Su padre, Caldwell Jones Sr., medía 1,90, mientras que su madre, Cecilia, medía 1,80. De los siete hijos que tuvieron, la más pequeña en estatura era la única hija, Clovis, que medía 1,91. Cuatro de los hermanos Jones llegaron a jugar en la NBA: Wilbert (2,03 metros, una temporada en Indiana Pacers, otra en Buffalo Braves, además de otras 7 en diferentes equipos de la ABA, Caldwell (2,11, en 5 equipos diferentes de la NBA y en otros 3 de la ABA, con el que coincidió durante dos temporadas en los Rockets), Major (2,09 metros, 5 temporadas en los Houston Rockets y una en Detroit Pistons), y Charles (2,09 metros, que jugó 15 temporadas con Philadelphia 76ers, Chicago Bulls, Washington Bullets, Pistons y Rockets). Los otros dos hermanos jugaron en ligas menores.
En las 37 temporadas acumuladas entre los hermanos Jones en la NBA, únicamente en una ocasión uno de los hermanos logró promediar más de 10 puntos por partido (Wil lo hizo en la temporada 1976-77, consiguiendo 13,0 puntos).
Oliver Jones fue el primero de los hermanos en jugar en la Universidad de Albany State (siendo posteriormente entrenador del equipo durante 28 temporadas). Otros 5 hermanos le siguieron. Durante 18 temporadas consecutivas, un Jones ocupó el puesto de pívot de los Golden Rams. Sus padres fueron incluidos en 1994 en el Salón de la Fama de la Southern Intercollegiate Athletic Conference, a la que pertenece la Universidad de Albany State.

## Trayectoria deportiva

### Universidad
Jugó durante cuatro temporadas con los Golden Rams de la Universidad Estatal de Albany, en las que promedió 22,1 puntos y 19,5 rebotes por partido. Fue en sus tres últimas temporadas elegido All-American de la División II de la NCAA, dos veces en el tercer equipo y en su última temporada en el primero.

### Profesional
Fue elegido en la vigésima posición del Draft de la NBA de 1976 por Portland Trail Blazers, y también por los San Diego Conquistadors en el Draft de la ABA, pero no encontró hueco en ninguno de los dos equipos, fichando por los Allentown Jets de la CBA, donde jugó una temporada en la que fue elegido Rookie del Año.
Al año siguiente cambió de liga fichando por los New York Guard de la All-American Basketball Alliance, una competición que únicamente duró una temporada, y donde fue el quinto mejor anotador de la misma, promediando 23,0 puntos por partido. En 1978 nuevo cambio de liga, y de nuevo una competición efímera, la WBA, en la cual, jugando para los Fresno Stars, fue elegido en el segundo mejor quinteto de la competición.
Entre tanto, cada año probaba con algún conjunto de la NBA, en 1976 con Buffalo Braves y al año siguiente con Atlanta Hawks, pero sin resultado positivo, hasta que en la temporada 1979-80 ficha como agente libre por los Houston Rockets. Allí desempeña las funciones de suplente de Rudy Tomjanovich, promediando en su primer año 5,3 puntos y 4,6 rebotes por partido.
Al año siguiente disputaría sus únicas Finales de la NBA ante los Boston Celtics, en las que caerían derrotados. Jones tuvo una actuación discreta a lo largo de los playoffs, promediando 1,8 puntos y 1,5 rebotes. Jugó 3 temporadas más en los Rockets, dos de ellas coincidiendo en el equipo con su hermano Caldwell, hasta que antes del comienzo de la temporada 1984-85 fue despedido, fichando por Detroit Pistons. Allí jugaría una temporada a las órdenes de Chuck Daly, siendo uno de los jugadores menos utilizados del equipo, promediando 2,7 puntos y 2,7 rebotes por partido.

## Estadísticas de su carrera en la NBA

### Temporada regular
| Temporada | Edad | Equipo          | Liga | P   | TIT | MIN  | TC  | TCA | %TC  | 3P  | 3PA | %3P  | TL  | TLA | %TL  | R.OF. | R.DEF. | REB | ASIS | ROB | TAP | PER | FP  | PTS |
| 1979-80   | 26   | Houston Rockets | NBA  | 82  |     | 18.8 | 2.3 | 4.8 | .480 | 0.0 | 0.0 | .333 | 0.7 | 1.3 | .565 | 1.8   | 2.9    | 4.6 | 0.8  | 0.6 | 0.8 | 1.4 | 2.3 | 5.3 |
| 1980-81   | 27   | Houston Rockets | NBA  | 68  |     | 14.8 | 1.7 | 3.7 | .464 | 0.0 | 0.0 | .000 | 0.9 | 1.5 | .634 | 1.4   | 2.0    | 3.4 | 0.6  | 0.3 | 0.3 | 0.8 | 1.6 | 4.4 |
| 1981-82   | 28   | Houston Rockets | NBA  | 60  | 6   | 12.4 | 1.9 | 3.6 | .531 | 0.0 | 0.1 | .000 | 0.7 | 1.3 | .545 | 1.3   | 2.0    | 3.4 | 0.4  | 0.3 | 0.5 | 0.8 | 1.7 | 4.5 |
| 1982-83   | 29   | Houston Rockets | NBA  | 60  | 4   | 14.6 | 2.4 | 5.2 | .457 | 0.0 | 0.0 | .000 | 0.9 | 1.7 | .549 | 1.9   | 2.5    | 4.4 | 0.7  | 0.4 | 0.4 | 1.4 | 1.7 | 5.7 |
| 1983-84   | 30   | Houston Rockets | NBA  | 57  | 5   | 8.3  | 1.2 | 2.3 | .538 | 0.0 | 0.0 |      | 0.5 | 0.9 | .612 | 0.6   | 1.4    | 2.0 | 0.5  | 0.2 | 0.2 | 0.5 | 1.1 | 3.0 |
| 1984-85   | 31   | Detroit Pistons | NBA  | 47  | 0   | 8.9  | 1.0 | 1.9 | .552 | 0.0 | 0.0 |      | 0.7 | 1.1 | .647 | 1.0   | 1.7    | 2.7 | 0.3  | 0.2 | 0.3 | 0.7 | 1.2 | 2.7 |
| Total     |      |                 | NBA  | 374 | 15  | 13.5 | 1.8 | 3.7 | .490 | 0.0 | 0.0 | .111 | 0.8 | 1.3 | .586 | 1.4   | 2.2    | 3.5 | 0.6  | 0.4 | 0.5 | 1.0 | 1.7 | 4.4 |

### Playoffs
| Temporada | Edad | Equipo          | Liga | P  | MIN | TCA | TC | 3PA | 3P | TLA | TL | R.OF. | REB | ASIS | ROB | TAP | PER | FP | PTS | %TC   | %3P | %FT  | MIN | PTS | REB | AST |
| 1980-81   | 27   | Houston Rockets | NBA  | 12 | 88  | 10  | 21 | 0   | 0  | 2   | 5  | 7     | 18  | 5    | 3   | 2   | 2   | 15 | 22  | .476  |     | .400 | 7.3 | 1.8 | 1.5 | 0.4 |
| 1984-85   | 31   | Detroit Pistons | NBA  | 1  | 4   | 1   | 1  | 0   | 0  | 0   | 0  | 0     | 0   | 0    | 0   | 0   | 0   | 0  | 2   | 1.000 |     |      | 4.0 | 2.0 | 0.0 | 0.0 |
| Total     |      |                 | NBA  | 13 | 92  | 11  | 22 | 0   | 0  | 2   | 5  | 7     | 18  | 5    | 3   | 2   | 2   | 15 | 24  | .500  |     | .400 | 7.1 | 1.8 | 1.4 | 0.4 |